# László Régi
László Régi (Budapest, 13 maggio 1911 – 1987) è stato un calciatore ungherese, che partecipò ai Giochi della XI Olimpiade a Berlino nel 1936.